# Arne Lundqvist (biolog)
Arne John Axel Lundqvist, född 6 juni 1920 i Maria Magdalena församling, Stockholm, död 10 juni 1998 i Norra Nöbbelövs församling, var en svensk växtgenetiker. Han var son till Nils Lundqvist.
Lundqvist disputerade 1958 vid Lunds universitet, där han samma år blev docent, 1963 universitetslektor och 1974 professor i genetik. Han invaldes 1979 som ledamot av Kungliga Vetenskapsakademien.